# IC 4665
IC 4665 – gromada otwarta w gwiazdozbiorze Wężownika. Odkrył ją szwajcarski astronom Philippe Loys de Chéseaux w 1745 roku. Na niebie zajmuje obszar około 1 stopnia, a jej jasność wynosi 4,2m, więc można ją obserwować lornetką, a przy bardzo dobrych warunkach nawet gołym okiem. W skład gromady wchodzi około 30 gwiazd. IC 4665 jest gromadą bardzo młodą – jej wiek szacowany jest na 36 mln lat. Znajduje się w niewielkiej odległości od Słońca – ok. 1400 lat świetlnych.